# Preferred Executable Format
Preferred Executable Format (PEF) とは、Classic Mac OS及びmacOSの実行ファイル・オブジェクトファイルのフォーマット。BeOSのPowerPC版システムにも使われていた。
Classic Mac OSではPowerPCの搭載に伴い導入され、内部にPowerPCコードと68Kコードのそれぞれを含み、同一のAPIで呼び出せるようになっている（ファットバイナリ）。68K MacintoshでPEFアプリケーションを使用するには、CFM-68K Runtime Enablerという機能拡張が必要となる。
macOSではMach-Oが標準のフォーマットとなっているが、PEFもCarbonアプリケーションで利用できる。Mach-O CarbonはmacOSでしか実行できないが、PEF CarbonはMac OS 9とmacOSの双方で実行できる。Intel MacではRosetta上でのみ動作し、Intel Macでネイティブに動作するUniversal Binary化にはMach-O化が必須となる。